# Карлос де Сигвенза и Гонгора
Карлос де Сигвенза и Гонгора (шп. Carlos de Sigüenza y Góngora; Мексико Сити, 14. август 1645. — Мексико Сити, 22. август 1700) био је један од првих великих интелектуалаца рођених у шпанском вицекраљевству Нова Шпанија. Ерудита и писац, био је на високим академским позицијама, те обављао многе послове везане за колонијалну власт. Био је један од првих људи, током шпанске владавине, који су радили археолошка истраживања око пирамиде Сунца у Теотивакану.

## Биографија
Карлос де Сигвенза и Гонгора је рођен у Мексико Ситију 1645. године. Студирао је математику и астрономију под вођством свог оца, који је радио као чувар шпанске краљевске породице.
Сигвенза се 17. августа 1660. године придружио Дружби Исусовој, положио заклетву у једноставном облику 15. августа 1662. године у Тепоцатлану. Тај црквени ред је напустио између 1667. и 1669. године. Дана 20. јула 1672. године именован је за шефа Катедре за математику и науку на Универзитету у Мексику, те рукоположен за свештеника следеће године. Био је свештеник у болници „Љубав Божја“ (шп. Amor de Dios) од 1682. године до смрти. У вицекраљевству је био познат као човек од науке; такође, био је песник, писац, историчар, филозоф, картограф и космограф. Био је толико познат и тражен, да је француски краљ Луј XIV покушао да га одведе у Париз.
Своју прву песму је објавио 1662, а алманах је објавио 1671. године. Године 1693, објављује El Mercurio Volante, прве новине у Новој Шпанији.